# Куньи
Ку́ньи, или куницеобразные (лат. Mustelidae), — семейство млекопитающих отряда хищных. Являются одним из наиболее богатых видами семейств. Размеры куньих для хищников довольно малы. К куньим относятся куницы, норки, выдры, барсуки, хорьки и другие. Куньи умеют хорошо приспосабливаться к различным условиям, поэтому представлены во всех частях света. К куньим относится самое мелкое млекопитающее отряда хищных — ласка.

## Общее описание
В семействе более 50 видов. Виды, объединяемые в семейство куньих, весьма сильно различаются строением тела, образом жизни и адаптивными особенностями к среде обитания. В семейство входят мелкие (наименьшие в отряде) или средние хищники. Длина тела от 11 (малая ласка) до 200 см (калан), масса от 25 г до 45 кг. Самцы в среднем на 25% крупнее самок. Туловище обычно сильно вытянуто, гибкое, реже относительно короткое, массивное (барсук, росомаха). Конечности короткие, пальце- или стопоходящие, пятипалые. Когти не втяжные; у некоторых видов между пальцами есть кожные складки (перепонки). Подошвы конечностей покрыты волосами, имеют голые подушки, либо целиком голые. У калана конечности сильно изменены: задние превратились в ласты, а на передних пальцы укорочены и соединены между собой перепонками.
Голова обычно небольшая, уплощенная на короткой, но очень подвижной и мощной шее. Глаза небольшие. Уши небольшие, иногда едва заметные. Мех густой, пушистый, с мягким подшерстком. Окраска меха разнообразная: однотонная, двухцветная, полосатая, пятнистая. Пышность и густота шерсти изменяются по сезонам; у горностая окраска зимой становится белоснежной. Строение черепа таково: укороченный лицевой отдел и удлиненная мозговая часть. У всех хорошо развиты гребни на черепе, поскольку очень развиты жевательные мышцы и мышцы шеи. Число зубов значительно варьирует у разных родов, главным образом, за счёт предкоренных и коренных зубов. Только у калана уменьшение зубов до 32 произошло за счёт редукции пары нижних резцов. Клыки и хищные зубы сильно развиты. Жевательная поверхность коренных зубов может иметь острые или притуплённые вершины. Общее число зубов 28-38.

## Распространение
Распространены куньи очень широко. Отсутствуют только в Антарктиде, на Фолклендских и Галапагосских островах, о. Мадагаскар, в Исландии и на некоторых островах Вест-Индии, Северного Ледовитого и Тихого океана. Завезены в Австралию и Новую Зеландию.
В фауне России представлено 18 видов семейства.

## Образ жизни
Среди представителей семейства имеются наземные, полудревесные, полуводные и почти водные формы. Населяют самые разнообразные ландшафты, встречаясь от тундры до пустынь и от подножья гор до альпийских лугов. Как правило, ведут одиночный территориальный образ жизни, иногда держатся семьями и очень редко образуют небольшие группы. Например, на части своего ареала барсуки живут группами из нескольких самцов и самок, в то время как в других популяциях — парами или одиночно.
По характеру питания большинство видов — хищники, но поедают и растительные корма. У некоторых имеется тенденция к всеядности. Охотятся преимущественно на мелких млекопитающих; выдры питаются рыбой, ракообразными и водными беспозвоночными. Виды рода Mustela и росомаха делают запасы пищи. Как правило, куньи ведут оседлый образ жизни. Обычно убежищем им служат вырытые норы. Активны преимущественно ночью, отчасти в сумерки. Из органов чувств лучше всего развит слух, у некоторых также обоняние.
Большинство видов полигамны. Размножаются в определённый сезон, обычно длящийся 3—4 месяца. Для многих куньих характерна задержка имплантации эмбриона, длящаяся до 10 месяцев (барсук). Сама беременность длится от 30 до 65 дней. В году самки дают один помёт, в котором бывает 1—14 детёнышей. Детёныши рождаются слепыми и голыми; матери заботятся о них до 2 месяцев. Половая зрелость у молодняка наступает между 8 месяцами и 2 годами. Продолжительность жизни в природе — от 5 до 20 лет.

## Влияние на экосистему
Куньи оказывают заметное влияние на популяции мелких млекопитающих, особенно грызунов, и птиц. Некоторые виды (например, калан) являются одними из основных хищников в своих биотопах. Медоеды находятся в комменсальных отношениях одновременно с людьми и с птицами-медоуказчиками (Indicator indicator), с помощью которых отыскивают медоносных пчёл.
В свою очередь, куньи становятся жертвами более крупных хищников, как правило, волчьих, а также крупных змей, дневных хищных птиц и сов. Некоторые виды используют едкий секрет анальных желез, чтобы отпугивать врагов, а также предупреждающую (апосематическую) окраску.

## Значение для человека
Почти все куньи имеют промысловое значение, давая ценный мех (особенно куницы, выдры, соболь, калан, американская норка). Служат объектами охоты; некоторые виды разводят в зверосовхозах или акклиматизируют в природе. Хорьки (Mustela putorius) были одомашнены. Многие виды полезны как истребители вредных грызунов и насекомых; отдельные плотоядные виды могут наносить ущерб птицеводству, рыбоводству (выдры), охотничьему хозяйству, а также переносить инфекционные болезни. Так, барсук является естественным резервуаром бычьего туберкулёза, который передаётся крупному рогатому скоту вместе с его экскрементами. Местами им заражено до 20 % популяции барсуков. Куньи переносят также бешенство.
В результате активного преследования со стороны человека, в ряде мест, куньи уменьшили свой ареал или совсем исчезли. Примерно 38 % видов семейства занесено в Международную Красную книгу (в среднем, этот показатель для млекопитающих составляет 15 %). Вымирающие виды включают: колумбийскую ласку (лат. Neogale felipei), европейскую норку (лат. Mustela lutreola), яванского колонка (лат. Mustela lutreolina), кошачью выдру (лат. Lontra felina), калана (лат. Enhydra lutris) и гигантскую выдру (лат. Pteronura brasiliensis). Морская норка вымерла уже в историческое время. Черноногий хорёк считается видом, полностью вымершим в дикой природе, хотя предпринимались попытки его реакклиматизировать.

### Вред для сельского хозяйства
Куница может массово истреблять домашнюю птицу. Несмотря на свой небольшой размер, одной задушенной курицей обычно не обходится. Возникают случаи, когда все куры в курятнике передавлены и только одна из них распотрошена. Такая ситуация возникает, когда кунице в дикой природе не хватает корма и ей приходится идти за едой в населённые пункты. Придушив и насытившись одной курицей, остальных она душит «про запас».

## Классификация
По числу видов и родов семейство куньих — самое многочисленное в отряде хищных. Согласно базе данных Американского общества маммологов (ASM Mammal Diversity Database, v.2.2), в нём насчитывается 22 современных рода, представленных 69 ныне живущими видами и двумя вымершими после 1500 года. Все современные роды могут быть распределены по восьми монофилетическим подсемействам. Родственные взаимоотношения между куньими и их родственниками были существенно уточнены с развитием молекулярной генетики и, как оказалось, многие традиционные представления были неверными. Так, до недавнего времени к семейству относили скунсов, теперь выделяемых в отдельное семейство скунсовых (лат. Mephitidae). Традиционно выделяемое подсемейство собственно куньих (Mustelinae), к которому относили многих представителей семейства, оказалось полифилетическим, и теперь в него включают только роды Mustela и Neogale.
| Род                                            | Виды | Иллюстрация                              |
| ---------------------------------------------- | --- | ---------------------------------------- |
| Подсемейство Guloninae                         | |                                          |
| Тайры (Eira)                                   | - Тайра (Eira barbara) | Тайра                                    |
| Росомахи (Gulo)                                | - Росомаха (Gulo gulo) | Росомаха                                 |
| Куницы (Martes)                                | - Американская куница (Martes americana) - Martes caurina - Харза (Martes flavigula) - Каменная куница (Martes foina) - Нилгирская харза (Martes gwatkinsii) - Лесная куница (Martes martes) - Японский соболь (Martes melampus) - Соболь (Martes zibellina) | Соболь                                   |
| Pekania                                        | - Илька (Pekania pennanti) | Илька                                    |
| Подсемейство Helictidinae                      | |                                          |
| Хорьковые барсуки (Melogale)                   | - Melogale cucphuongensis - Барсук Эверетта (Melogale everetti) - Китайский барсук (Melogale moschata) - Восточный барсук (Melogale orientalis) - Бирманский барсук (Melogale personata) - Melogale subaurantiaca | Китайский барсук                         |
| Подсемейство Ictonychinae                      | |                                          |
| Африканские хорьки (Ictonyx)                   | - Африканский хорёк (Ictonyx striatus) | Африканский хорёк                        |
| Poecilictis                                    | - Poecilictis libyca | Poecilictis libyca                       |
| Африканские ласки (Poecilogale)                | - Африканская ласка (Poecilogale albinucha) | Африканская ласка                        |
| Перевязки (Vormela)                            | - Перевязка (Vormela peregusna) | Перевязка                                |
| Гризоны (Galictis)                             | - Малый гризон (Galictis cuja) - Гризон (Galictis vittata) | Гризон                                   |
| Патагонские ласки (Lyncodon)                   | - Патагонская ласка (Lyncodon patagonicus) | Патагонская ласка                        |
| Подсемейство Выдровые (Lutrinae)               | |                                          |
| Каланы (Enhydra)                               | - Калан (Enhydra lutris) | Калан                                    |
| Hydrictis                                      | - Белогорлая выдра (Hydrictis maculicollis) | Белогорлая выдра                         |
| Американские выдры (Lontra)                    | - Lontra annectens - Канадская выдра (Lontra canadensis) - Кошачья выдра (Lontra felina) - Длиннохвостая выдра (Lontra longicaudis) - Южная выдра (Lontra provocax) | Канадская выдра                          |
| Выдры (Lutra)                                  | - Капская бескоготная выдра (Lutra capensis) - Азиатская бескоготная выдра (Lutra cinerea) - Африканская выдра (Lutra congica) - Выдра (Lutra lutra) - † Японская выдра (Lutra nippon) - Гладкошёрстная выдра (Lutra perspicillata) - Суматранская выдра (Lutra sumatrana) | Выдра                                    |

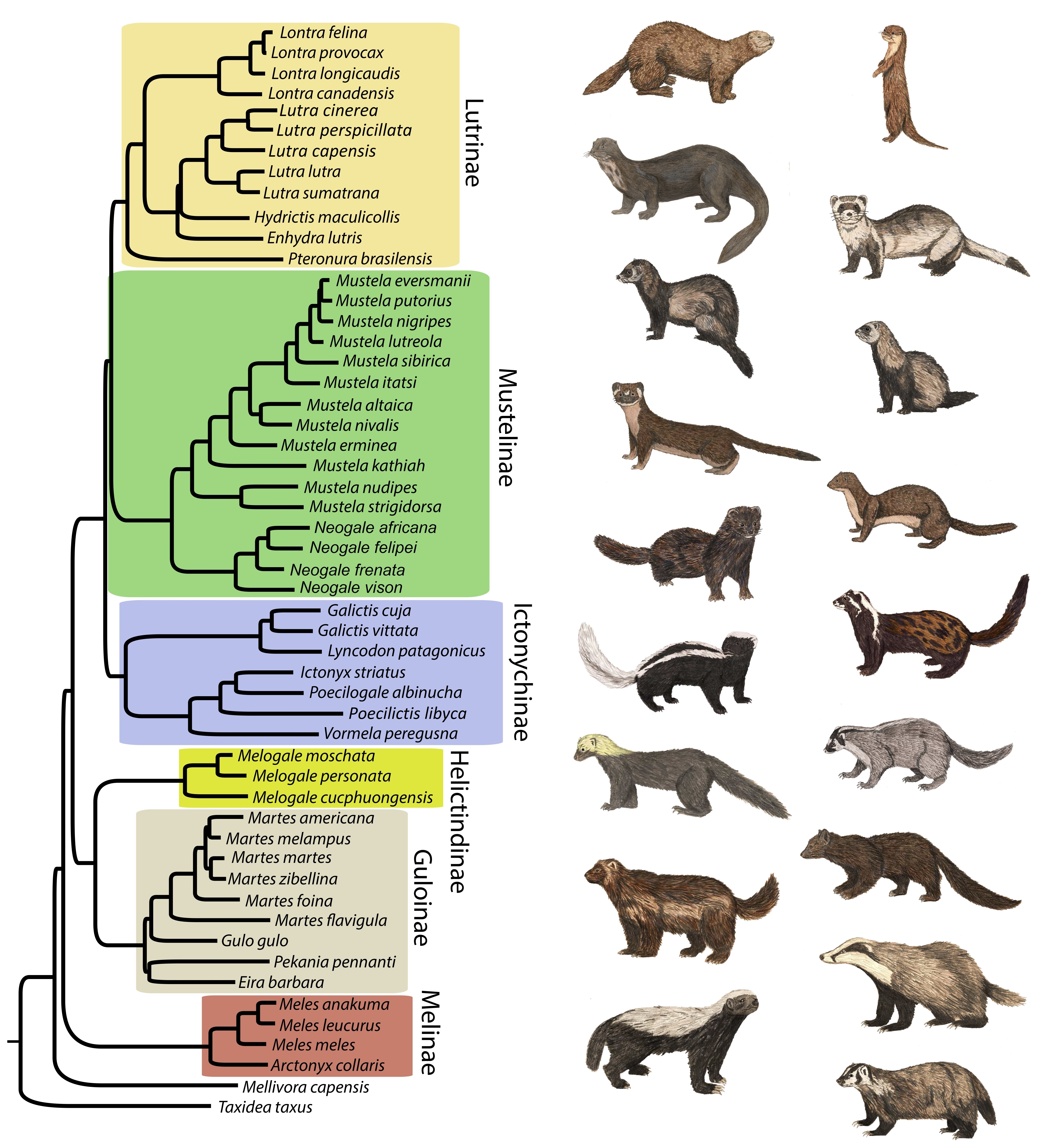
Филогенетическое дерево куньих (Law et al., 2017). Включает 53 из 69 современных видов.
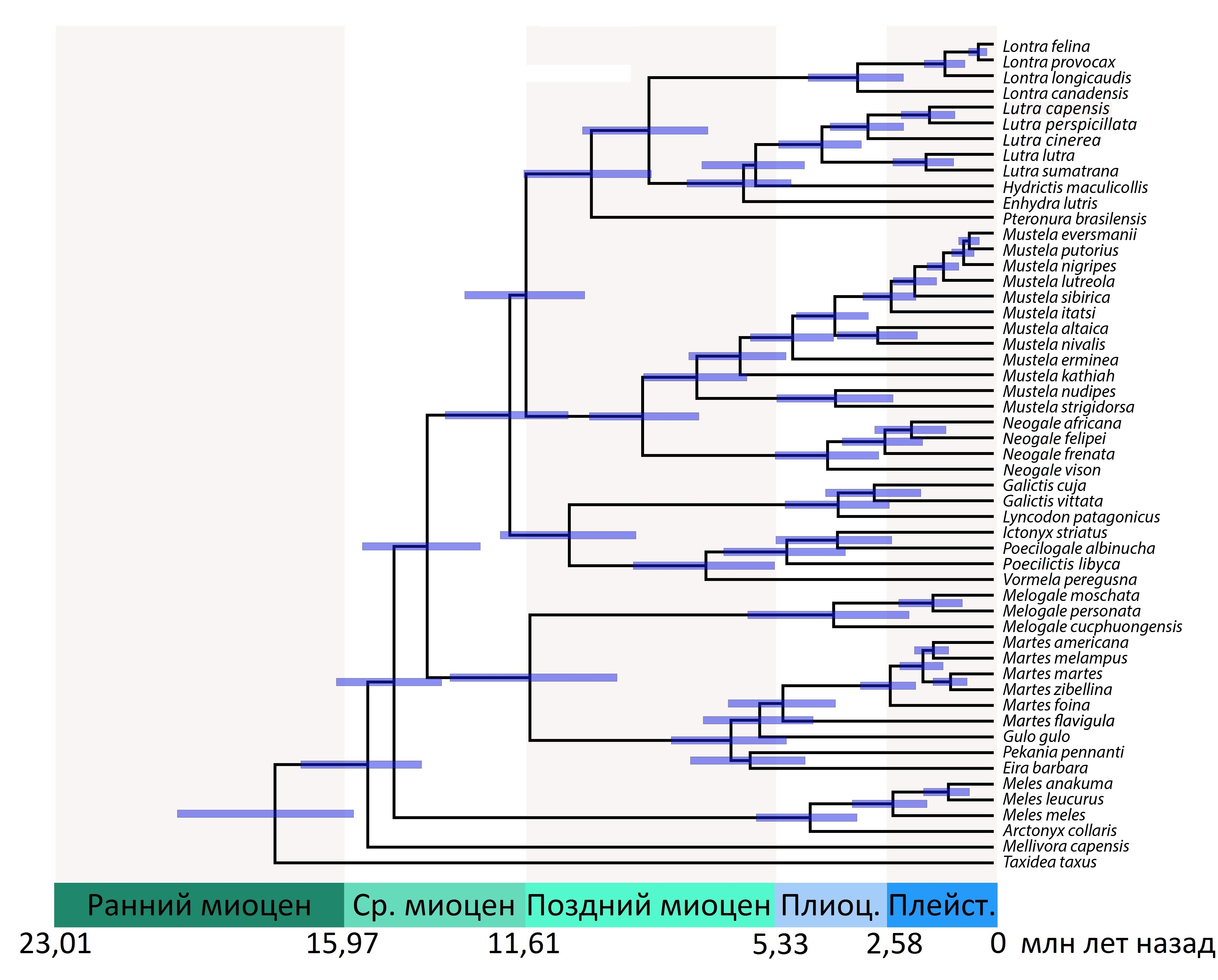
Калиброванное по времени филогенетическое дерево куньих (Law et al., 2017).

| Гигантские выдры (Pteronura)                   | - Бразильская выдра (Pteronura brasiliensis) | Бразильская выдра                        |
| Подсемейство Барсучьи (Melinae)                | |                                          |
| Свиные барсуки (Arctonyx)                      | - Arctonyx albogularis - Свиной барсук (Arctonyx collaris) - Arctonyx hoevenii | Свиной барсук                            |
| Барсуки (Meles)                                | - Амурский барсук (Meles amurensis) - Японский барсук (Meles anakuma) - Закавказский барсук (Meles canescens) - Азиатский барсук (Meles leucurus) - Обыкновенный барсук (Meles meles) | Обыкновенный барсук                      |
| Подсемейство Mellivorinae                      | |                                          |
| Медоеды (Mellivora)                            | - Медоед (Mellivora capensis) | Медоед                                   |
| Подсемейство Собственно куньи (Mustelinae)     | |                                          |
| Ласки и хорьки (Mustela)                       | - Mustela aistoodonnivalis - Солонгой (Mustela altaica) - Горностай (Mustela erminea) - Степной хорёк (Mustela eversmanii) - Фретка (Mustela furo) (домашний хорёк) - Mustela haidarum - Итатси (Mustela itatsi) - Желтобрюхая ласка (Mustela kathiah) - Европейская норка (Mustela lutreola) - Яванский колонок (Mustela lutreolina) - Американский хорёк (Mustela nigripes) - Ласка (Mustela nivalis) - Малайская ласка (Mustela nudipes) - Лесной хорёк (Mustela putorius) - Mustela richardsonii - Колонок (Mustela sibirica) - Белополосая ласка (Mustela strigidorsa) | Лесной хорёк (уэльский подвид) Горностай |
| Neogale                                        | - Амазонская ласка (Neogale africana) - Колумбийская ласка (Neogale felipei) - Длиннохвостая ласка (Neogale frenata) - † Морская норка (Neogale macrodon) - Американская норка (Neogale vison) | Длиннохвостая ласка                      |
| Подсемейство Американские барсуки (Taxidiinae) | |                                          |
| Американские барсуки (Taxidea)                 | - Американский барсук (Taxidea taxus) | Американский барсук                      |

- Филогенетическое дерево куньих (Law et al., 2017[11]). Включает 53 из 69 современных видов.
- Калиброванное по времени филогенетическое дерево куньих (Law et al., 2017[11]).

### Палеонтология
Современные исследования свидетельствуют о том, что куньи возникли в миоцене, около 16,1 млн лет назад.
Согласно данным сайта Paleobiology Database, на июнь 2021 года в семейство включают следующие вымершие роды:

| - † Acheronictis Hayes, 2000 - † Ailurictis Trouessart, 1899 - † Anatolictis Schmidt-Kittler, 1976 - † Arikarictis Hayes, 2000 - † Bathygale Wolson, 1993 - † Brachyprotoma Brown, 1908 - † Brevimalictis Smith et al., 2016 - † Circamustela Petter, 1967 - † Corumictis Paterson et al., 2020 - † Djourabus Peigne et al., 2008 - † Enhydriodon Falconer, 1868 - † Erokomellivora Werdelin, 2003 - † Franconictis Wolson, 1993 - † Hadrictis Pia, 1939 - † Kenyalutra Schmidt-Kittler, 1987 — синоним Kelba Savage, 1965 (Viverridae)? - † Kinometaxia Wang et al., 2004 - † Laphyctis Viret, 1933 — название занято родом насекомых Laphyctis Loew, 1858 - † Luogale Schmidt-Kittler, 1987 - † Marcetia Petter, 1967 - † Matanomictis Thewissen & Bajpai, 2008 - † Melidellavus Ginsburg, 1961 - † Mellalictis Ginsburg, 1977 - † Mesomephitis Petter, 1967 - † Miomustela Hall, 1930 - † Mustelictis Lange, 1969 - † Namibictis Morales et al., 1998 - † Negodiaetictis Smith et al., 2016 - † Oaxacagale Ferrusquía-Villafranca & Wang, 2021 - † Osmotherium Cope, 1896 - † Palaeomeles de Villalta Comella & Crusafont Pairó, 1943 - † Paragale Petter, 1967 - † Parataxidea Zdansky, 1924 - † Perunium Orlov, 1947 - † Plesictis Pomel, 1846 - † Plesiogale Pomel, 1947 - † Plesiomeles Viret & Crusafont Pairo, 1955 - † Prepoecilogale Petter, 1985 - † Presictis Murakami - † Promellivora Pilgrim, 1932 - † Proputorius Filhol, 1890 - † Protarctos Kretzoi, 1945 - † Pyctis Babbitt, 1999 - † Sabadellictis Petter, 1963 - † Semantor Orlov, 1932 - † Sinictis Zdansky, 1924 - † Sivalictis Pilgrim, 1932 - † Sivaonyx Pilgrim, 1931 - † Taxodon Lartet, 1851 - † Tisisthenes Martin, 1973 - † Torolutra Petter, 1991 - † Trochotherium Fraas, 1870 - † Vishnuonyx Pilgrim, 1932 - † Watay McLaughlin et al., 2016 - † Xenictis Kretzoi, 1938 | - Подсемейство Ictonychinae Pocock, 1921 - † Trochictis von Meyer, 1842 - Подсемейство Guloninae Gray 1825 - Триба Gulonini - † Plesiogulo Zdansky, 1934 - Подсемейство † Leptarctinae Gazin, 1936 - † Craterogale Gazin, 1936 - † Leptarctus Leidy, 1856 - † Schultzogale Lim & Martin, 2000 - † Trocharion Forsyth Major, 1903 - Подсемейство Lutrinae Baird, 1857 - † Enhydritherium Berta & Morgan, 1985 - † Lutraeximia Cherin et al., 2016 - † Lutrictis Pomel, 1847 - † Megencephalon Osborn et al., 1878 - † Siamogale Ginsburg, Ingavat & Tassy, 1983 - † Teruelictis Salesa et al., 2013 - Подсемейство Melinae Burmeister, 1872 - † Arctomeles Stach, 1951 - † Melodon Zdansky, 1924 - † Pelycictis Cope, 1896 - † Promeles Zittel, 1893 - Триба Mephitini Bonaparte, 1845 - † Brachyopsigale Hibbard, 1954 - † Buisnictis Hibbard, 1950 - † Martinogale Hall, 1930 - † Pliogale Hall, 1930 - Подсемейство Mellivorinae Gray, 1865 - † Ekorus Werdelin, 2003 - † Eomellivora Zdansky, 1924 - † Hoplictis Ginsburg, 1961 - Подсемейство † Mustelavinae Baskin, 1998 - † Mustelavus Clark, 1936 - Подсемейство † Oligobuninae Baskin, 1998 - † Brachypsalis Cope, 1890 - † Floridictis Baskin, 2017 - † Megalictis Matthew, 1907 - † Oligobunis Cope, 1881 - † Parabrachypsalis Baskin, 2017 - † Paroligobunis Peterson, 1910 - † Promartes Riggs, 1942 - † Zodiolestes Riggs, 1942 - Подсемейство Taxidiinae Pocock, 1920 - † Chamitataxus Owen, 2006 - † Pliotaxidea Hall, 1944 |